# آق‌سرای‌اسپور
آق‌سرای‌اسپور (انگلیسی: Aksarayspor) یک باشگاه ورزشی ترکیه‌ای است که در آق‌سرای بیان‌گذاری شده است. این باشگاه فوتبال پیش‌تر در لیگ دسته سوم فوتباب ترکیه بازی می‌کرد.